# کوارتت زهی شماره ۵ (بتهوون)
کوارتت زهی شماره ۵ (انگلیسی: String Quartet No. 5) در لا ماژور اپوس ۱۸، اثری است از لودویگ فان بتهوون برای کوارتت زهی که در بین سال‌های ۱۷۹۸ تا ۱۸۰۰ نوشته شده‌است و در سال ۱۸۰۱ منتشر گردید. این اثر به فرانتس فون لوبکوویتس اهدا شد. بتهوون این قطعه را از کوارتت زهی شماره ۱۸ (K. 464)، ساختۀ ولفگانگ آمادئوس موتسارت و از همان گام الگوبرداری کرده است.

## ساختار

### موومان‌ها
کوارتت زهی از چهار موومان تشکیل شده است:
1. آلگرو، لا ماژور (6
8)
2. منوئه، لا ماژور (3
4)
3. آندانته کانتابیله، تم و واریاسیون، ر ماژور (2
4)
4. آلگرو، لا ماژور (4
2)

اجرای کاملِ این اثر حدود ۲۸ دقیقه طول می‌کشد.

## یادداشت
1. ↑  Joseph Franz von Lobkowitz